# Cumbalum
Cumbalum – miasto w Australii, w stanie Nowa Południowa Walia.